# 红岛火车站 (地铁)
红岛火车站，位于中华人民共和国山东省青岛市城阳区河套街道，是青岛地铁8号线的地铁车站，青岛四大铁路客运枢纽之一。

## 车站结构
红岛火车站位于国铁红岛站北广场下方。地铁8号线与12号线平行布置，为地下二层双岛站台车站，站台宽度为14 m，垂直于国铁布置；10号线车站为地下三层岛式站台车站，与8、12号线垂直形成“T”型换乘，站台宽度均为14 m，平行于国铁布置。地下一层和地下二层设有社会车停车场、出租车停车场和服务配套。
|                   |  | 8号线往胶州北站（大澗）     |
| 島式 · 開左邊车门 |  |                             |
|                   |  | 未來12号线預留軌道          |
|                   |  | 未來12号线預留軌道          |
| 島式 · 開左邊车门 |  |                             |
|                   |  | 8号线往青岛北站（健康中心） |

|                            |  | 未來10号线預留軌道 |
| 未啟用 · 島式 · 開左邊车门 |  |                    |
|                            |  | 未來10号线預留軌道 |

### 出入口
红岛火车站共设置11个出入口，目前仅开放两个。
|                     |                      |                  |      |  |
| 编号                | 指示                 | 建议前往的目的地 | 图片 |  |
| B · 出口 · （设有） | 慕海路（南）         |                  |      |  |
| K · 出口            | 慕海路（北）、汇海路 |                  |      |  |
| 图例： 设有         |                      |                  |      |  |